# فيلي فرانكلين بروت
فيلي فرانكلين بروت (بالإنجليزية: Willie Franklin Pruitt)‏ هي كاتِبة وشاعرة أمريكية، ولدت في 11 يناير 1865 في تينيسي في الولايات المتحدة، وتوفيت في 22 فبراير 1947 في سان أنطونيو في الولايات المتحدة.